# Parafia św. Barbary w Olkuszu
Parafia św. Barbary w Olkuszu – rzymskokatolicka parafia, położona w dekanacie olkuskim, diecezji sosnowieckiej, metropolii częstochowskiej w Polsce, erygowana w 1992 roku.